# Sloupnice
Sloupnice est une commune du district de Svitavy, dans la région de Pardubice, en République tchèque. Sa population s'élevait à 1 836 habitants en 2024.

## Géographie
Sloupnice se trouve à 6 km au nord de Litomyšl, à 21 km au nord-ouest de Svitavy, à 42 km au sud-est de Pardubice et à 137 km à l'est-sud-est de Prague.
La commune est limitée par Voděrady, Jehnědí et Hrádek au nord, par Řetůvka, Řetová et Přívrat à l'est, par Vlčkov, Němčice, Litomyšl et Sedliště au sud, et par Bohuňovice et České Heřmanice à l'ouest.

## Administration
La commune se compose de quatre sections :
- Dolní Sloupnice
- Horní Sloupnice
- Končiny 1
- Končiny 2

## Histoire
La première mention écrite du village date de 1320.

## Galerie

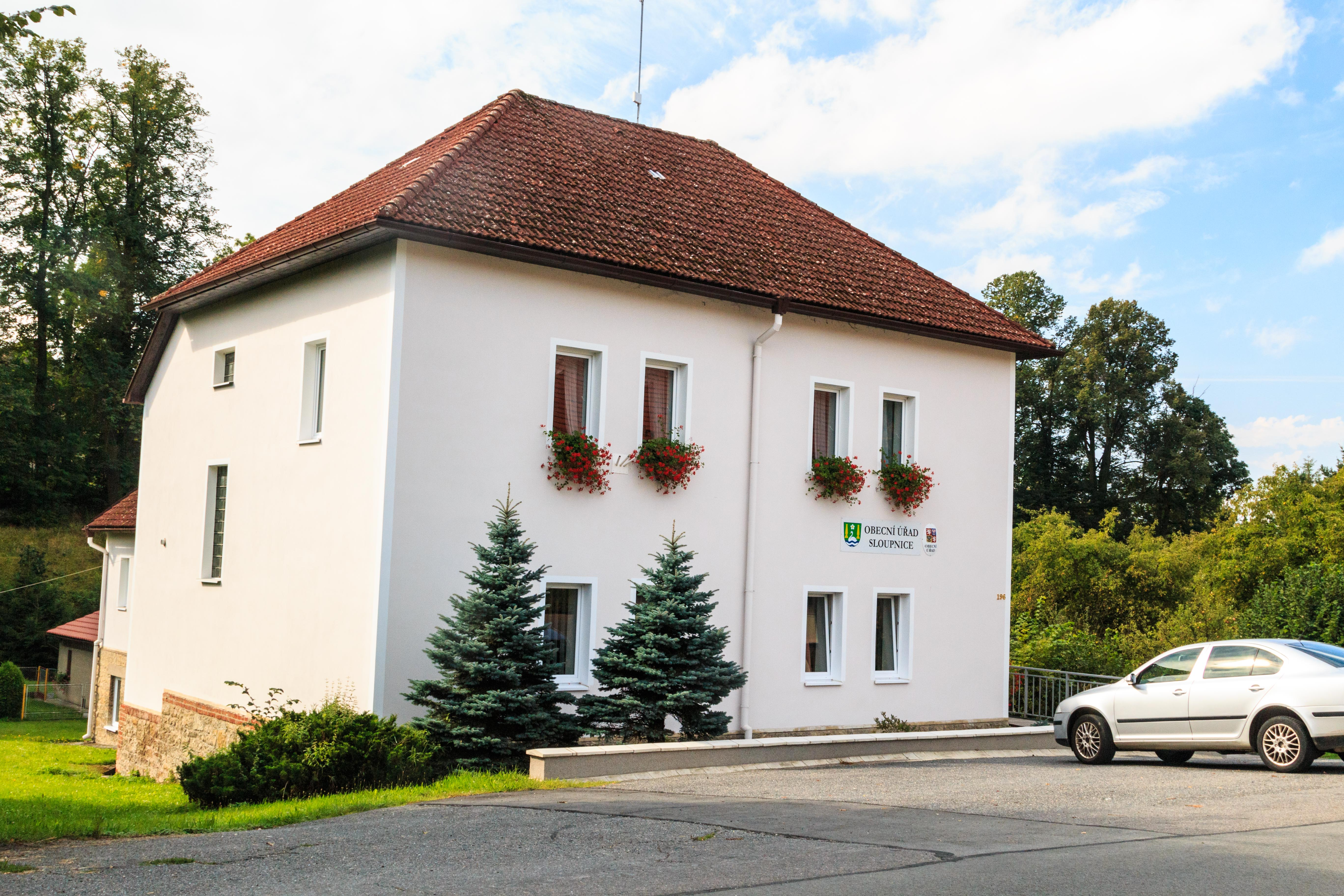
Horní Sloupnice : la mairie.
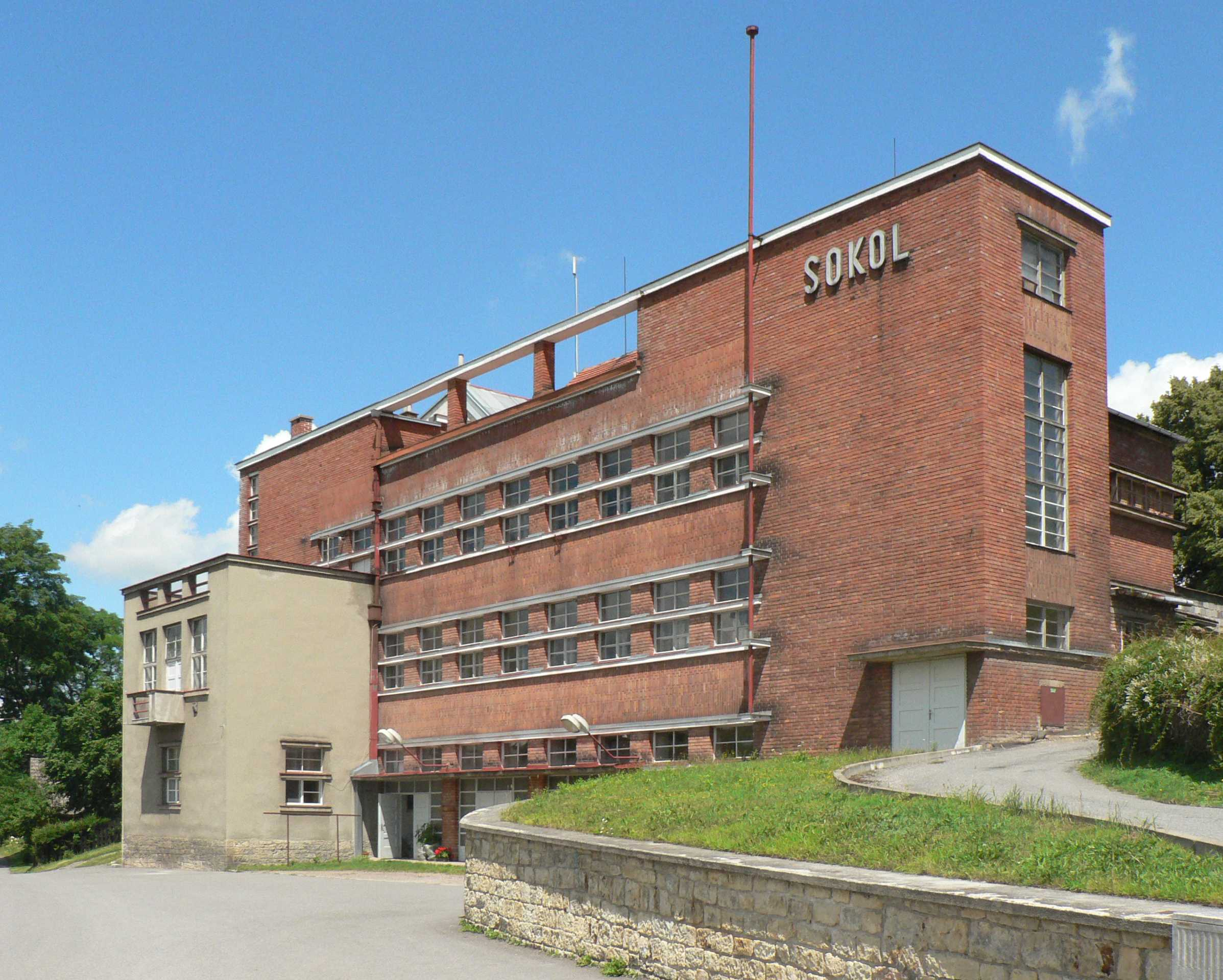
Maison du Sokol.

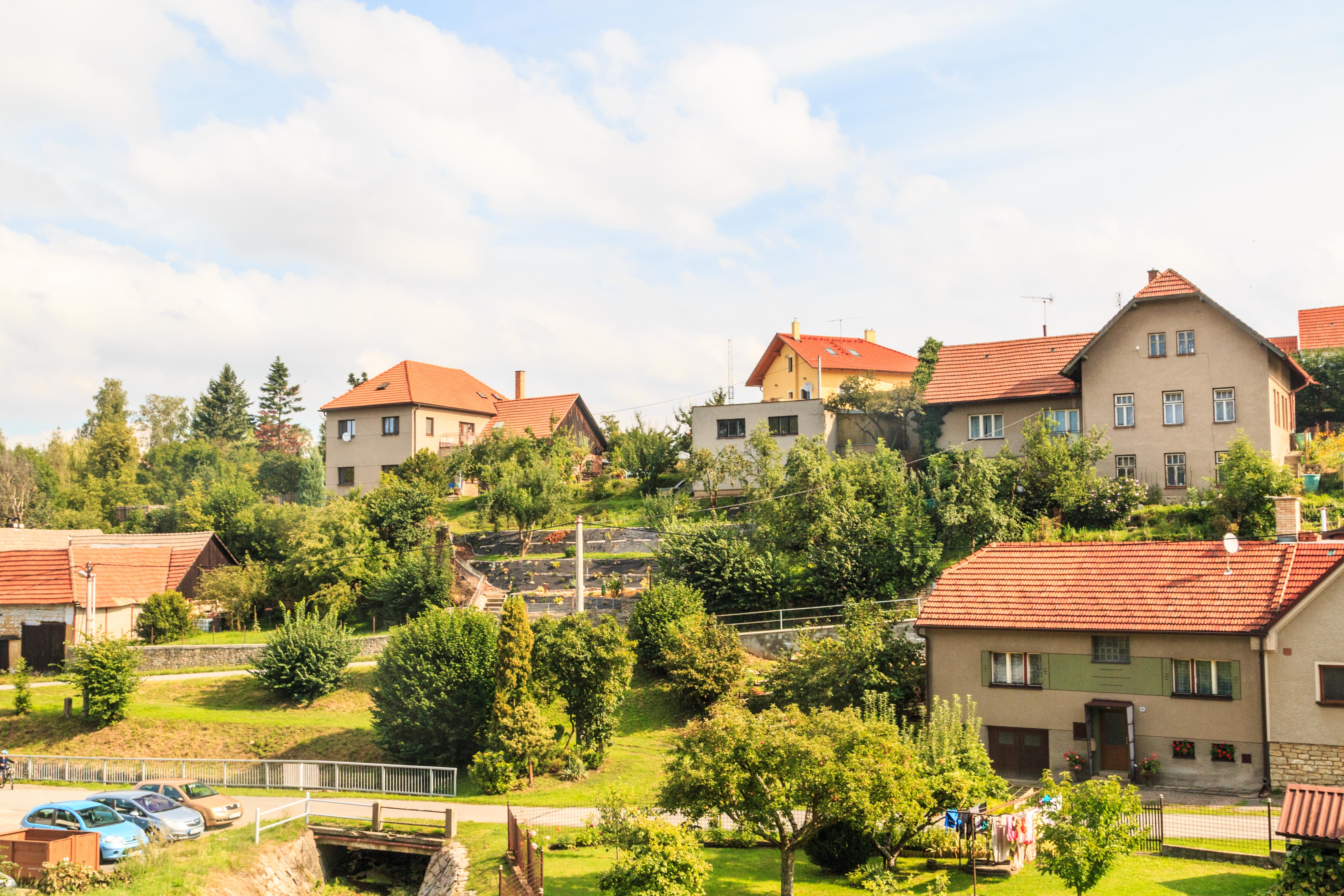
Dolní Sloupnice.
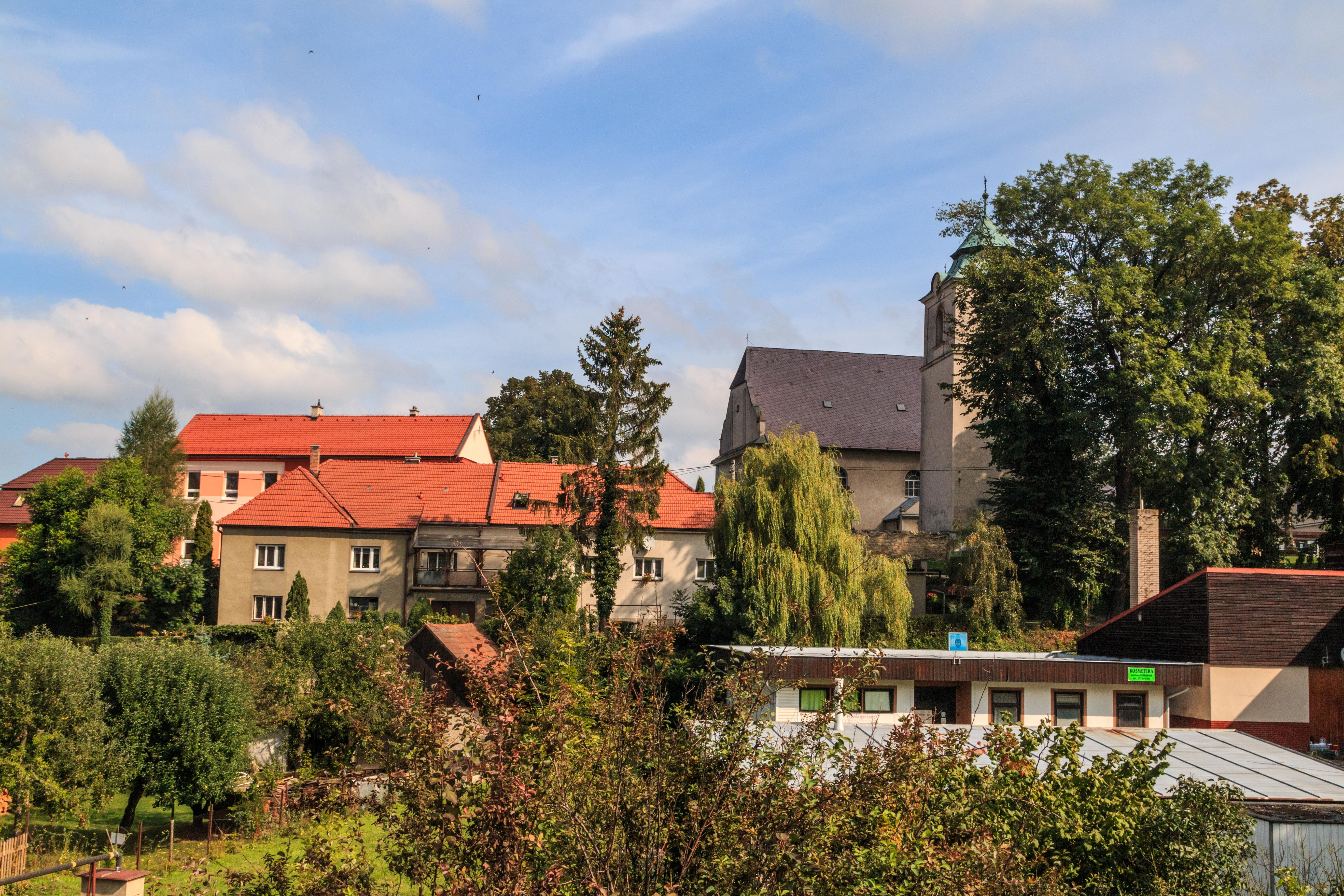
Horní Sloupnice.

## Transports
Par la route, Sloupnice se trouve à 7,5 km de Litomyšl, à 26 km de Svitavy, à 48 km de Pardubice et à 161 km de Prague. 